# Colliculus séminal
Le colliculus séminal (ou veru montanum en ancienne nomenclature, venant de latin : veru « dard » et de montanum « élevé ») est un petit monticule situé dans l'urètre masculin, sous la partie inférieure de la prostate et au-dessus du sphincter urétral strié où sont déversés les spermatozoïdes lors de l’éjaculation. Il est le prolongement du triangle de Lieutaud à la partie moyenne de l'urètre prostatique.
Le colliculus séminal se contracte autour de l’urètre lors de l’éjaculation, ce qui permet d’empêcher le sperme de remonter dans la  vessie. Ceci a aussi pour conséquence d’empêcher la miction.